# Basseterre
Basseterre ([engl.: bæsˈtɛə, franz.: basˈtɛːr], französisch für „Unteres Land“) ist die Hauptstadt der Inselföderation St. Kitts und Nevis auf den Kleinen Antillen. Sie liegt an der Südküste der Insel St. Kitts.
Mehr als ein Viertel der Staatsbevölkerung lebt in der Hauptstadt, die auch Handelszentrum ist. Nahe der Stadt befindet sich der Robert L. Bradshaw International Airport.

## Geschichte
Basseterre wurde von französischen Kolonisten unter der Führung von Pierre Belain d’Esnambuc im Jahr 1625 gegründet. Die Stadt war die erste dauerhaft etablierte französische Kolonie in der Karibik.

## Wirtschaft
In der Hauptstadt befindet sich die regionale Wertpapierbörse für die Mitgliedsgebiete Anguilla, Antigua und Barbuda, Dominica, Grenada, Montserrat, St. Kitts und Nevis, St. Lucia sowie St. Vincent und die Grenadinen. Sie heißt Eastern Caribbean Securities Exchange.

## Kultur

### Sehenswürdigkeiten
- Die am 6. Dezember 1928 geweihte katholische Basseterre Co-Cathedral of Immaculate Conception am Independence Square in der Stadtmitte ist seit der Umbenennung des Bistums Saint John’s von St. Kitts und Nevis in Bistum Saint John’s-Basseterre die Konkathedrale.
- Berkeley Memorial

### Sport
Der Fußballverein Garden Hotspurs FC stammt aus der Stadt.
In Basseterre befindet sich der Warner Park Sporting Complex. Das Stadion ist ein Test-Cricket-Stadion und wird vom West Indies Cricket Team benutzt. Das Stadion war auch einer der Austragungsorte beim Cricket World Cup 2007 und der ICC World Twenty20 2010.

## Söhne und Töchter der Stadt
- Alan Cuthbert Burns (1887–1980), britischer Kolonialgouverneur
- William Connor (1921–1990), baptistischer Gründervater
- Emile Gumbs (1928–2018), Politiker
- Clement Athelston Arrindell (1931–2011), Gouverneur und später Generalgouverneur von St. Kitts und Nevis
- Kennedy Simmonds (* 1936), Politiker
- Joan Armatrading (* 1950), Sängerin, Liedermacherin und Gitarristin
- Marcella Liburd (* 1953), Politikerin
- Desai Williams (1959–2022), Leichtathlet
- Austin Huggins (* 1970), Fußballspieler
- Keith Gumbs (* 1972), Fußballspieler
- Alexis Saddler (* 1980), Fußballspieler
- Zevon Archibald (* 1982), Fußballspieler
- Shashi Isaac (* 1982), Fußballspieler
- Ian Lake (* 1982), Fußballspieler
- Jevon Francis (* 1983), Fußballspieler
- Virgil Hodge (* 1983), Sprinter
- Calvert Bennett (* 1986), Fußballtorhüter
- Orlando Mitchum (* 1987), Fußballspieler
- Antoine Adams (* 1988), Leichtathlet
- Brijesh Lawrence (* 1989), Leichtathlet
- Tameka Williams (* 1989), Sprinterin
- Allistar Clarke (* 1990), Sprinter
- Tishan Hanley (* 1990), Fußballspieler
- Travis Somersall (* 1990), Fußballspieler
- Julani Archibald (* 1991), Fußballtorhüter
- Kennedy Isles (1991–2020), Fußballspieler
- Melroy Morton (* 1991), Fußballspieler
- Lestrod Roland (* 1992), Sprinter
- Ordell Flemming (* 1993), Fußballspieler
- Kirae Jarvis (* 1993), Fußballspieler
- Kimaree Rogers (* 1994), Fußballspieler
- Carlos Bertie (* 1995), Fußballspieler
- Jayan Duncan (* 1995), Fußballspieler
- Dennis Flemming (* 1996), Fußballspieler
- Raheem Francis (* 1996), Fußballspieler
- Vinceroy Nelson (* 1996), Fußballspieler
- G'Vaune Amory (* 1997), Fußballspieler
- Salas Cannonier (* 1997), Fußballspieler
- Yohannes Mitchum (* 1998), Fußballspieler
- Tyquan Terrell (* 1998), Fußballspieler
- Romario Martin (* 1999), Fußballspieler